# Дымино (Кропивницкий район)
Ды́мино (укр. Димине) — село в Соколовской сельской общине Кропивницкого района Кировоградской области Украины.
До 2020 года входило в Новоукраинский район
Население по переписи 2001 года составляло 736 человек. Почтовый индекс — 27131. Телефонный код — 5251. Код КОАТУУ — 3524080901.

## В селе родились
- Далёкий Николай Александрович — известный украинский и русский советский писатель и сценарист.